# 10763 Hlawka
10763 Hlawka eller 1990 TH13 är en asteroid i huvudbältet som upptäcktes den 12 oktober 1990 av de båda tyska astronomen Freimut Börngen och Lutz D. Schmadel vid Tautenburg-observatoriet. Den är uppkallad efter matematikern Edmund Hlawka.
Asteroiden har en diameter på ungefär 9 kilometer och den tillhör asteroidgruppen Eos.